# Ranelagh, Buenos Aires
Ranelagh là một thị trấn tại Berazategui Partido, thuộc khu vực phía Đông Nam của Vùng đô thị Buenos Aires.

## Lịch sử
Ranelagh ban đầu được phát triển bởi Buenos Aires Great Southern Railway, đã mở một nhà ga tại nơi này vào năm 1911, và thiết lập La Compañía de Tierras del Sud (Công ty miền Nam) để giám sát kế hoạch phát triển bất động sản. Thị trấn được đặt cái tên Ranelagh là để tưởng nhớ đến Viscount Ranelagh, một quý tộc người Ireland, đã xây công trình Ranelagh Gardens tại Chelsea, Luân Đôn năm 1742. Mười ngôi nhà gỗ đầu tiên được xây dựng theo phong cách Tudor đã được hoàn thành năm 1913, bưu điện vào năm 1915, và ngôi trường đầu tiên vào năm 1916.
Câu lạc bộ El Progreso đã được thành lập vào năm 1924. Nó được tái tạo như Câu lạc bộ Golf Ranelagh vào năm 1943, và đã trở thành một trong những khu vực quan trọng nhất của khu vực phía Nam Buenos Aires; sân golf đã được đặt tên để vinh danh nhà vô địch "7-time PGA Tour" Roberto de Vicenzo, là một thành viên lâu năm. Dòng Mercedarian thuộc Giáo hội Công giáo La Mã đã lập một nhà nguyện trong thị trấn vào năm 1938, và đền Nuestra Señora de la Merced (tiếng Anh: Our Lady of Mercy) được thờ vào năm 1939. Giáo phận địa phương đã công nhận Giáo xứ Ranelagh vào năm 1941.

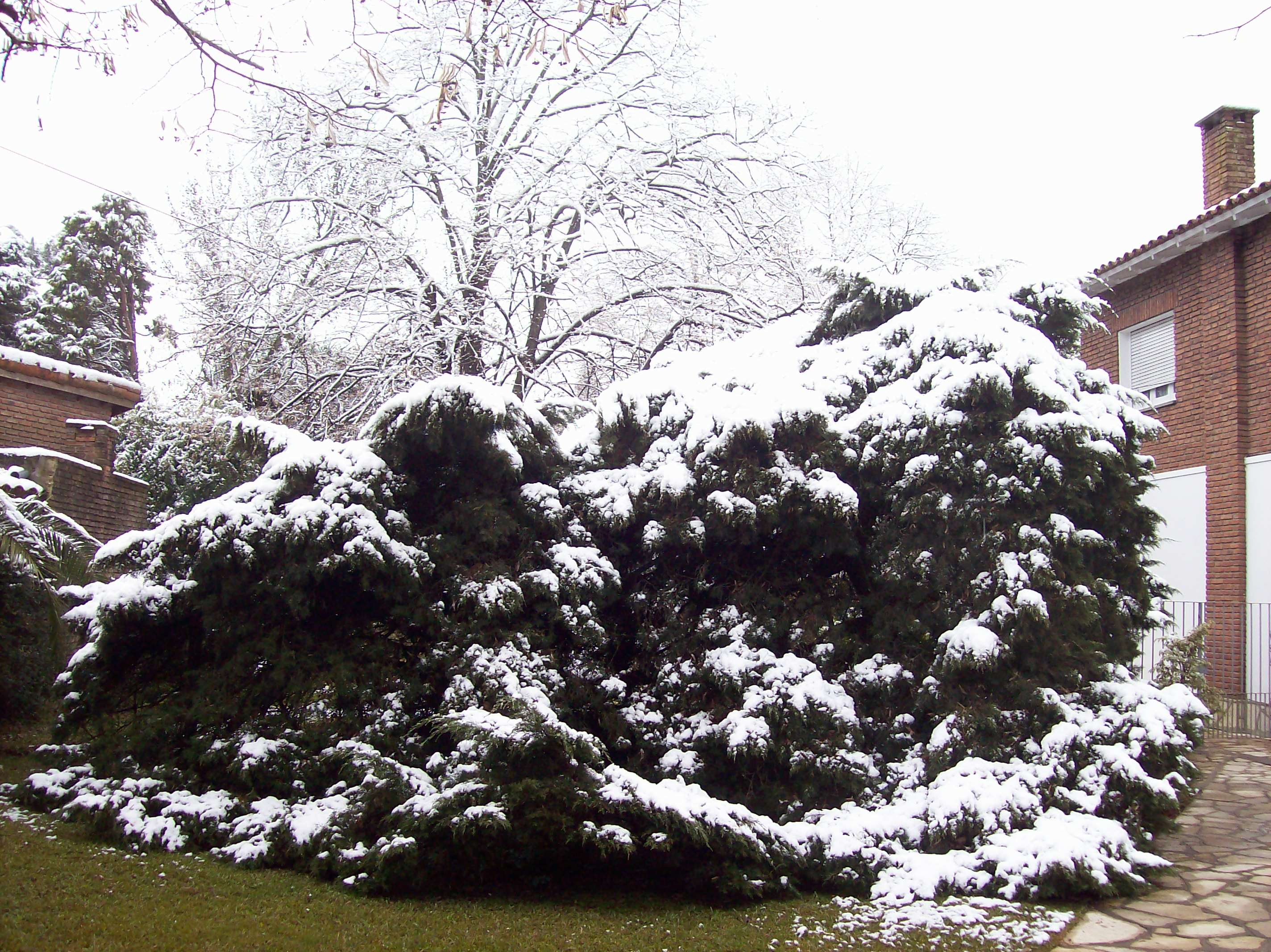
Quang cảnh Ranelagh trong một cơn bão tuyết năm 2007

Coca-Cola đã thành lập một nhà máy đóng chai tại Ranelagh năm 1958.
Ranelagh được Ủy ban Lập pháp cấp tỉnh (Provincial Legislature) công nhận năm 1967. Một khu vực rộng lớn xung quanh ga đường sắt đã được chuyển đổi thành một vườn ươm theo sáng kiến của Eva Hajduk, và sau cái chết của bà vào năm 1984, khu vực này được đổi tên để tưởng nhớ đến bà. Bệnh viện khu vực Berazategui rộng 13.400 m² (144.000 ft²)  đã được xây dựng tại Ranelagh và khánh thành vào năm 1994. Tờ nhật báo chính thức của thị trấn, La Misión, được Julio Ortega sáng lập vào năm 1994.